# Art Hindle
Art Hindle (Halifax, 21 luglio 1948) è un attore, regista e sceneggiatore canadese.

## Biografia
Nipote dell'attore Michael Kane, inizia la sua carriera nel 1968 e ottiene il suo primo ruolo rilevante nel film The Proud Rider (1970). Nel 1971 è tra i protagonisti di Face Off, film che ottiene un discreto successo in Canada; nello stesso anno gira il film Foxy Lady, che segna l'esordio alla regia di Ivan Reitman. Nel 1974 ha un ruolo secondario nell'horror Black Christmas (Un Natale rosso sangue) di Bob Clark, ma i suoi ruoli più conosciuti del decennio sono in Terrore dallo spazio profondo (1978) di Philip Kaufman e in Brood - La covata malefica (1979), dove è diretto da David Cronenberg.
Nel 1981 prende parte alla commedia Porky's - Questi pazzi pazzi porcelloni! e nel 1983 al film Il pony selvaggio.

## Filmografia parziale

### Cinema
- The Proud Rider, regia di Wolodymyr Baczynsky (1971)
- Foxy Lady, regia di Ivan Reitman (1971)
- Black Christmas (Un Natale rosso sangue), regia di Bob Clark (1974)
- Terrore dallo spazio profondo (Invasion of the Body Snatchers), regia di Philip Kaufman (1978)
- Brood - La covata malefica (The Brood), regia di David Cronenberg (1979)
- The Octagon, regia di Erik Karson (1980)
- Porky's - Questi pazzi pazzi porcelloni! (Porky's), regia di Bob Clark (1981)
- Porky's II - Il giorno dopo (Porky's II: The Next Day), regia di Bob Clark (1983)
- Il pony selvaggio (The WIld Pony), regia di Kevin Sullivan (1983)
- Colpo di scena (From the Hip), regia di Bob Clark (1987)
- A proposito di Luke (The Story of Luke), regia di Alfonso Mayo (2012)
- L'album dei ricordi (The Memory Book), regia di Paul A. Kaufman (2014)

### Televisione
- Starsky & Hutch – serie TV, un episodio (1975)
- Kingston - Dossier paura (Kingston: Confidential) – serie TV, 13 episodi (1976-1977)
- Dallas – serie TV, 11 episodi (1981-1982)
- Top Secret (Scarecrow and Mrs. King) – serie TV, un episodio (1985)
- La signora in giallo (Murder, She Wrote) – serie TV, 2 episodi (1986-1987)
- Alfred Hitchcock presenta (Alfred Hitchcock Presents) – serie TV, 2 episodi (1988-1989)
- E.N.G. - Presa diretta (E.N.G.) – serie TV, 96 episodi (1989-1994)
- Impresa d'amore in Alaska (Rugged Gold), regia di Michael Anderson – film TV (1994)
- Beverly Hills 90210 – serie TV, 3 episodi (1996-1997)
- Millennium – serie TV, un episodio (1999)
- Paradise Falls - serie TV, 75 episodi (2001-2008)
- Tom Stone - serie TV, 6 episodi (2002-2003)
- Mutant X - serie TV, episodio 1x13 (2002)
- The Border - serie TV, episodio 3x04 (2009)
- Il caso Jennifer Corbin (Too Late to Say Goodbye) - film TV, regia di Norma Bailey (2009)
- Fairfield Road, regia di David Weaver - film TV (2010)
- Degrassi: The Next Generation - serie TV, episodio 11x11 (2011)
- La gemella perfetta (The Good Sister), regia di Philippe Gagnon - film TV (2014)
- Bitten - serie TV, episodio 3x10 (2016)
- Good Witch - serie TV, episodi 4x03, 6x02 (2018-2020)
- Imposters - serie TV, 2 episodi (2018)
- Ritorno ad Aurora - Un Natale speciale (Northern Lights of Christmas), regia di Jonathan Wright - film TV (2018)
- Holly Hobbie - serie TV, 7 episodi (2019-2022)
- La regina del Natale (Loving Christmas), regia di Michelle Ouellet - film TV (2021)
- Per un calice d'amore (The Perfect Pairing), regia di Don McBrearty - film TV (2022)

## Doppiatori italiani
Nelle versioni in italiano delle opere in cui ha recitato, Art Hindle è stato doppiato da:
- Sergio Di Stefano in Brood - La covata malefica, Top Secret, Alfred Hitchcock presenta (ep. 4x14), Saint Sinner, Disegno di un omicidio
- Gino La Monica in Millennium, Agenzia Roman - Case infestate vendesi
- Francesco Pannofino in Alfred Hitchcock presenta (ep. 3x12), E.N.G. - Presa diretta
- Giorgio Locuratolo ne Il capo perfetto
- Michele Gammino in Mi sposo a Natale
- Pino Colizzi in Starsky & Hutch
- Roberto Pedicini in La signora in giallo
- Maurizio Reti in Dallas
- Claudio Beccari in Impresa d'amore in Alaska
- Oreste Rizzini in Porky's - Questi pazzi pazzi porcelloni!
- Stefano Oppedisano in Fairfield Road
- Roberto Fidecaro in A proposito di Luke
- Alberto Olivero in L'album dei ricordi
- Paolo Buglioni in Good Witch
- Aldo Danieli in Kingston - Dossier paura
- Giovanni Petrucci ne La regina del Natale
- Pierluigi Astore in  Per un calice d'amore